# Білик Віра Лук'янівна
Ві́ра Лук'я́нівна Бі́лик (нар. 12 червня 1921 — 25 серпня 1944) — радянська льотчиця, Герой Радянського Союзу (1945, посмертно). В роки німецько-радянської війни штурман авіаційної ланки 46-го гвардійського нічного бомбардувального авіаційного полку (325-та нічна бомбардувальна авіаційна дивізія, 4-та повітряна армія, Другий Білоруський фронт), гвардії лейтенант.

## Біографія
Народилася 12 червня 1921 року в селі Охрімівка (нині Якимівський район Запорізької області) в багатодітній робітничій родині. Українка. Згодом разом з батьками переїхала до міста Керч.
У 1939 році вступила на фізико-математичний факультет Московського педагогічного інституту, де закінчила 2 курси.
З початком німецько-радянської війни добровільно йде на фронт. На початку жовтня 1941 року зарахована стрільцем-бомбардиром до 588-го нічного бомбардувального авіаційного полку. У діючій армії — з травня 1942 року.
Штурман авіаційної ланки 46-го гвардійського нічного бомбардувального авіаційного полку гвардії лейтенант В. Л. Білик брала участь у битві за Кавказ, визволенні Кубані, Криму й Білорусі, завдавала бомбових ударів по військових об'єктах і скупченнях ворога у Східній Пруссії. До серпня 1944 року здійснила 813 нічних вильотів, завдала супротивнику значних втрат у живій силі й техніці.
Загинула в ніч на 25 серпня 1944 року, виконуючи бойове завдання північно-західніше міста Замбрув (Польща). Похована у польському місті Остроленка.

## Нагороди
Указом Президії Верховної Ради СРСР від 23 лютого 1945 року за зразкове виконання бойових завдань командування та виявлені мужність і героїзм в боях з німецько-фашистськими загарбниками гвардії лейтенантові Білик Вірі Лук'янівні надано звання Героя Радянського Союзу (посмертно).
Нагороджена орденами Леніна (23.02.1945), Червоного Прапора (25.10.1943), Вітчизняної війни 1-го ступеня (14.04.1944), Червоної Зірки (09.09.1942).

## Пам'ять

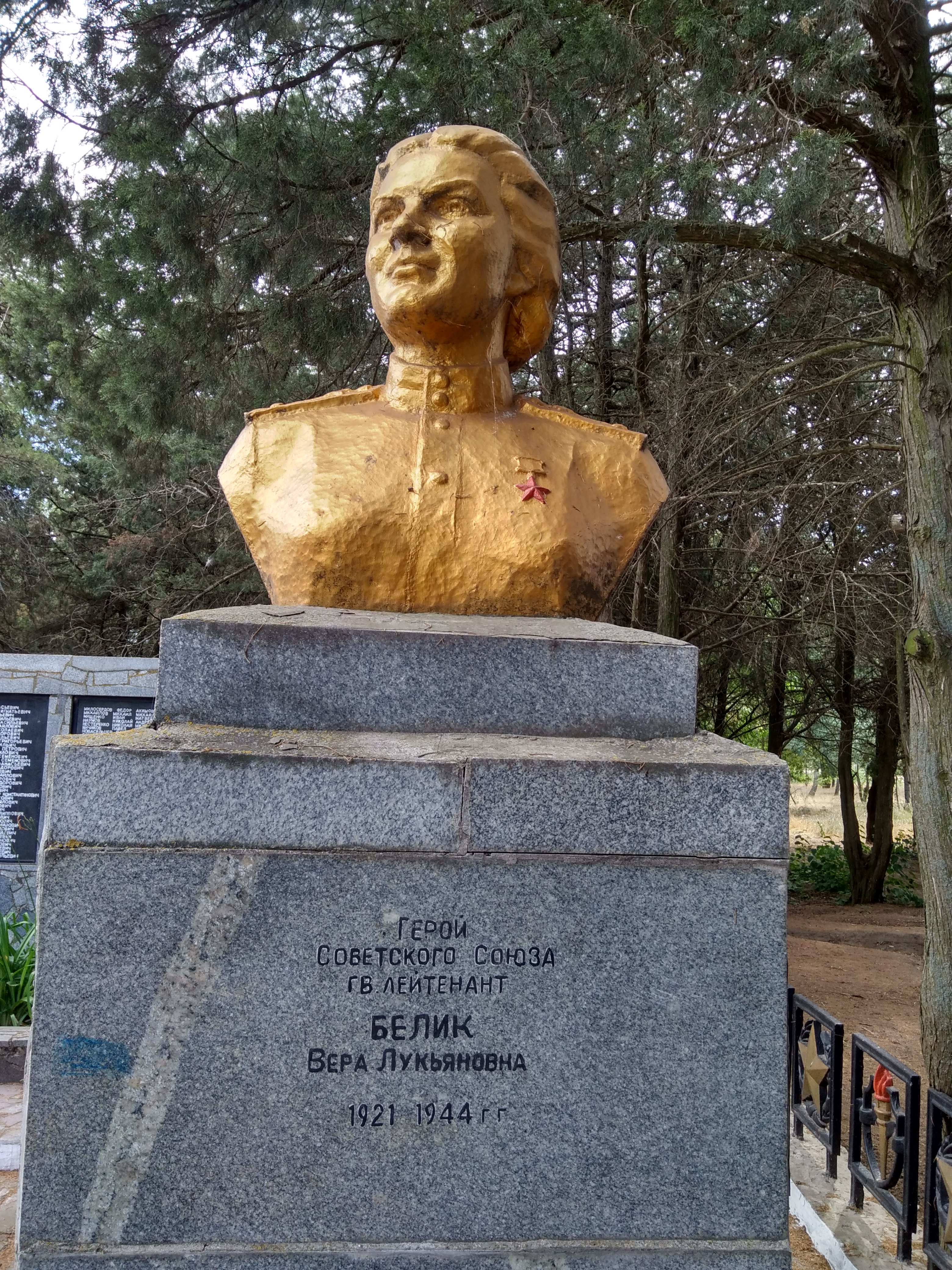
Пам'ятник В.Л. Білик у с. Охримівка

На батьківщині В. Л. Білик, в с. Охрімівка, та у місті Керч встановлено пам'ятники, у Московському державному педагогічному інституті — погруддя. Її ім'ям названо вулицю в Керчі й риболовецький сейнер.